# Diosa del vaso que mana

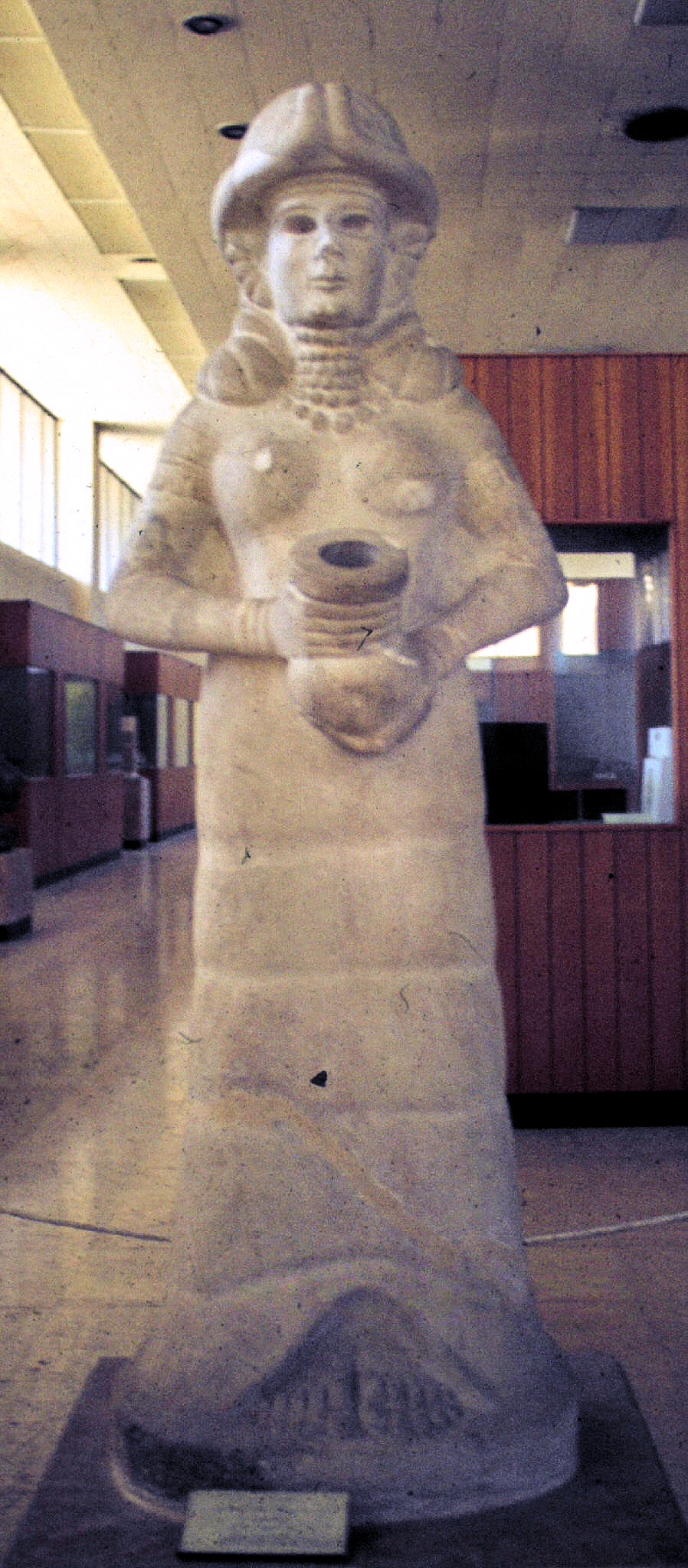
Diosa del vaso que mana.

La diosa del vaso que mana es una escultura de piedra encontrada en el palacio de Zimri-Lim en Mari (actual Tell Hariri, Siria), que ahora se exhibe en el Museo Nacional de Alepo. Tiene 1,49 metros de altura y data de la primera mitad del siglo XVIII a. C. Tiene una tubería interior hasta un agujero en el vaso por el que fluía el agua de verdad, que brotaba del recipiente entre sus manos. Funcionaba así también como fuente. El vaso manante era un antiguo símbolo mesopotámico de fecundidad y la figura se identifica como una diosa por la corona con cuernos.
El cabello de la figura se ata en dos trenzas que se posan sobre los hombros. La gargantilla de varias vueltas al cuello tiene un contrapeso en la espalda. Este contrapeso es una característica especial que solo apareció en el período Ur III. Su ropa consiste en una túnica de manga corta hasta el suelo. Los ojos de la estatua estaban incrustados con un material diferente y no se han conservado.
Una representación correspondiente a tal deidad también aparece en el fresco de la Investidura de Zimri-Lim de Mari.